# Едіт Евансон
Едіт Евансон (англ. Edith Evanson; нар. 28 квітня 1896, Беллінгем, Вашингтон, США — пом. 29 листопада 1980, Ріверсайд, Каліфорнія, США) — американська акторка.

## Життєпис
Народилася в сім'ї протестантського священника, предки якого мали шведські та німецькі корені. До початку акторської кар'єри Евансон працювала судовою репортеркою в рідному місті Беллінгем. У 1940 році відбувся її кінодебют, після чого вона з'явилася в цілому ряді популярних кінокартин, серед яких «Громадянин Кейн» (1941), «Жінка року» (1941), «Знову разом у Парижі» (1942), «Мотузка» (1948), «День, коли зупинилася Земля» (1951), «Шейн» (1953), «Сильна спека» і «Марні» (1964).
Наприкінці 1940-х з початком ери телебачення Едіт Евансон стала гостею багатьох телепроєктів — «Лессі», «Театр Джейн Ваймен», «Життя і житіє Вайатта Ерпа», «Димок зі ствола», «Альфред Гічкок представляє».
У 1962 році акторка, на прохання свого друга Джорджа К'юкора, тренувала Мерилін Монро шведському акценту для фільмування у стрічці «Щось повинно трапитися», яка так і не була створена.
З кінця 1960-х акторка все менше стала отримувати пропозицій фільмуватися й у 1974 році завершила кар'єру.
Будучи неодруженою і бездітною, провела подальші роки самотньо в окрузі Ріверсайд, Каліфорнія, де і померла в 1980 році у 84-літньому віці.

## Вибрана фільмографія
| Рік  |   | Українська назва                    | Оригінальна назва                  | Роль                             |
| ---- | - | ----------------------------------- | ---------------------------------- | -------------------------------- |
| 1941 | ф | Громадянин Кейн                     | Citizen Kane                       | медсестра Ліланда                |
| 1941 | ф | Квіти в пилу                        | Blossoms in the Dust               | Гільда, покоївка пані Калі       |
| 1942 | ф | Жінка року                          | Woman of the Year                  | Алма                             |
| 1942 | ф | Знову разом у Парижі                | Reunion in France                  | Женев'єва                        |
| 1946 | ф | Ніяких азартних ігор з незнайомцями | Don't Gamble with Strangers        | місіс Філдінг, шведська покоївка |
| 1946 | ф | Дивна жінка                         | The Strange Woman                  | місіс Коггінс                    |
| 1948 | ф | Мотузка                             | Rope                               | місіс Вілсон                     |
| 1949 | ф | Великий Джек                        | Big Jack                           | вдова Сімпсон                    |
| 1949 | ф | Мадам Боварі                        | Madame Bovary                      | мати-настоятелька                |
| 1950 | ф | Прокляті не плачуть                 | The Damned Don't Cry!              | місіс Кастлман                   |
| 1951 | ф | Туз в рукаві                        | Ace in the Hole                    | міс Девіріч                      |
| 1951 | ф | День, коли Земля зупинилась         | The Day The Earth Stood Still      | місіс Крокетт                    |
| 1953 | ф | Шейн                                | Shane                              | місіс Шипстед                    |
| 1953 | ф | Незнайомець з револьвером           | The Stranger Wore a Gun            | місіс Мартін                     |
| 1959 | ф | Подорож до центру Землі             | Journey to the Center of the Earth | господиня корчми                 |
| 1964 | ф | Марні                               | Marnie                             | Ріта                             |